# Lil Malmkvist
Lilian Ann-Marie "Lil" Malmkvist, gift Holmqvist, född 4 november 1938 i Landskrona församling i Malmöhus län, är en svensk tidigare schlagersångerska.

## Biografi
Lil Malmkvist började sjunga med John Strands orkester i slutet av 1950-talet och fortsatte därefter i Helsingborgsorkestern Herbert Frosts. Hon upptäcktes av Torsten Adenby och fick snart ett skivkontrakt med Metronome, som också hade systern Siw i sitt stall. Tillsammans spelade systrarna in två låtar, "Cocktail Tango" och "Nya fågelsången".
Lil Malmkvist bytte senare skivbolag, och fick sitt stora genombrott 1962 med "Klang, min vackra bjällra", som också blev hennes största hit – som bäst 6:a på branschtidningen Show Business försäljningslista under flera veckor i januari/februari 1962. Hon hade också några låtar på Svensktoppen. Den mest framgångsrika var "Fina fisken", som nådde som bäst en tredjeplats. Hon hade också framgångar i Västtyskland, där hon fick en stor hit på tyska med Marcie Blanes "Bobby's Girl". Hon hann släppa tio singlar och lika många EP-skivor innan hon drog sig tillbaka och flyttade hem till Landskrona.
Lil Malmkvist är dotter till fosfatarbetaren Albert Malmkvist och Sigrid, ogift Lind, samt yngre syster till Siw Malmkvist och faster till Morgan Alling. Hon var under en längre tid från 1972 gift med Bo Holmqvist (född 1943).